# پوکاهونتاس (میسیسیپی)
پوکاهونتاس (به انگلیسی: Pocahontas) یک منطقهٔ مسکونی در ایالات متحده آمریکا است که در شهرستان هیندز، میسیسیپی واقع شده‌است. پوکاهونتاس ۸۹٫۹۲ متر بالاتر از سطح دریا واقع شده‌است.